# Gedenkstein (Höhenkirchen)

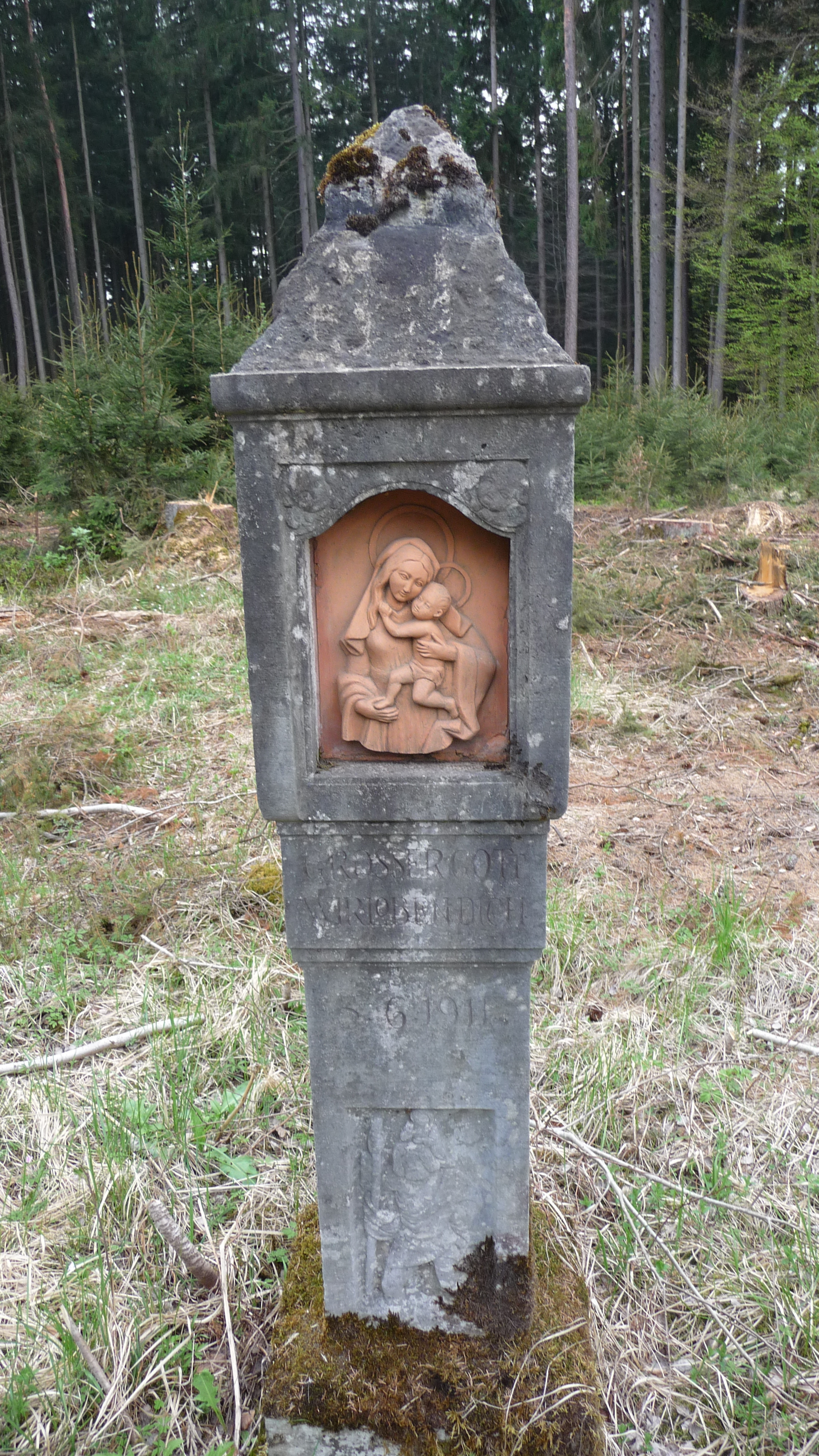
Mariensäule in Höhenkirchen

Der Gedenkstein an der heutigen Staatsstraße 2078 in der oberbayerischen Gemeinde Höhenkirchen-Siegertsbrunn ist eine Stiftung von Heinrich Prinz von Bayern. Er ließ die am 18. Oktober 1911 geweihte Gedenksäule errichten, nachdem er einen Autounfall unverletzt überlebt hatte.
Heinrich war am Spätnachmittag des 5. Juni 1911 auf dem Rückweg von der 125-Jahr-Feier des Veteranen- und Kriegervereins Aying, als sein Fahrer während eines Überholvorgangs von der damals noch unbefestigten Landstraße bei Höhenkirchen abkam. Das Fahrzeug prallte gegen einen Strommasten, der kurz zuvor für die neugeschaffene Elektrizitätsversorgung von Aying errichtet worden war, und wurde am Kühler und an der Achse beschädigt. Durch Schäden am Mast war zudem die Stromversorgung in Aying für mehrere Stunden unterbrochen.
Der rund zwei Meter hohe Gedenkstein trägt die Aufschrift „Großer Gott, wir loben dich“ und ist als Baudenkmal mit der Nummer D-1-84-127-1 in der Bayerischen Denkmalliste aufgeführt. Das Tonrelief Madonna mit dem Kind wurde 1983 neu geschaffen, in einer Nische im Sockel steht der Heilige Christophorus (als Schutzpatron der Reisenden). Er wurde 1983 durch die Straßenbauverwaltung von der ursprünglichen Unfallstelle versetzt und befindet sich heute westlich der Staatsstraße am Waldrand zwischen Höhenkirchen und Aying.